# Бекетское сельское поселение
Бекетское се́льское поселе́ние — упразднённое муниципальное образование в Яйском районе Кемеровской области Российской Федерации.
Административный центр — село Яя-Борик.

## История
Статус и границы сельского поселения установлены Законом Кемеровской области от 17 декабря 2004 года № 104-ОЗ «О статусе и границах муниципальных образований».
До 22 декабря 2014 года административным центром было село Бекет, с 22 декабря - село Яя-Борик

## Население
| 2010 | 2011 | 2012 | 2013 | 2014 | 2015 | 2016 |
| ---- | ---- | ---- | ---- | ---- | ---- | ---- |
| 810  | ↘809 | ↘797 | ↘773 | ↘764 | ↘738 | ↗741 |
| 2017 | 2018 | 2019 |      |      |      |      |
| ↘719 | ↘703 | ↘691 |      |      |      |      |

## Состав сельского поселения
| № | Населённый пункт    | Тип населённого пункта       | Население |
| - | ------------------- | ---------------------------- | --------- |
| 1 | Бекет               | село                         | 260       |
| 2 | Верх-Великосельское | село                         | 80        |
| 3 | Тихеевка            | деревня                      | 26        |
| 4 | Яя-Борик            | село, административный центр | 444       |